# 나모루냥주

나모루냥 주의 위치

나모루냥주(영어: Namorunyang State)는 남수단 남부 에콰토리아 지방에 위치한 주로 주도는 카포에타이며 면적은 42,296.1km2, 인구는 504,720명(2014년 기준)이다.
2015년에 실시된 행정 구역 개편에 따라 동에콰토리아 주에서 분리되어 신설되었다. 서쪽으로는 이마통 주, 북쪽으로는 보마 주와 접하며 동쪽으로는 에티오피아, 남쪽으로는 케냐, 우간다와 국경을 접한다. 8개 군을 관할한다.